# جنگنده سبک

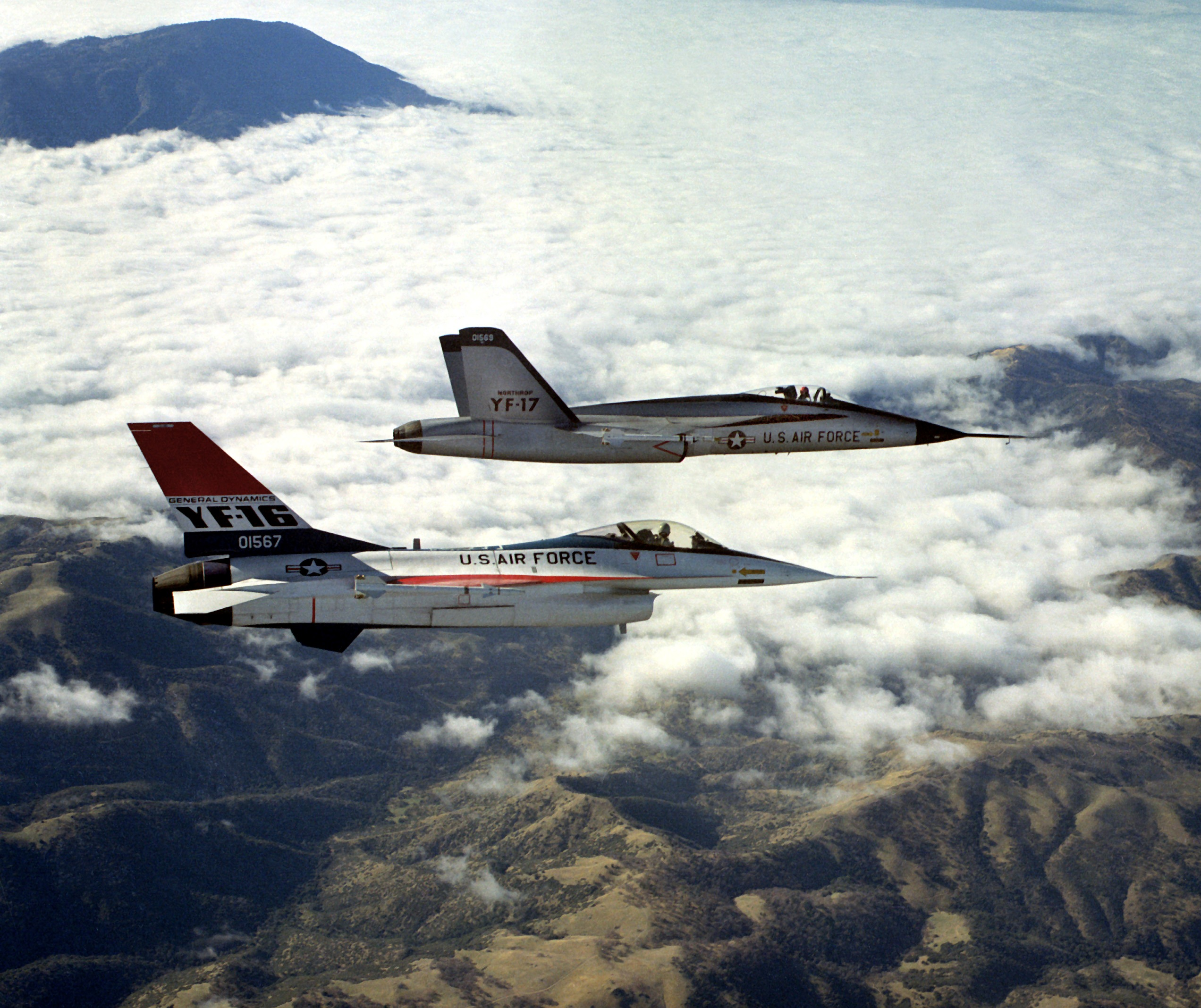
جنگنده نورتروپ وای‌اف-۱۷ و جنرال داینامیکس وای‌اف-۱۶ که هر دو جنگنده سبک محسوب می‌شوند.

یک جنگنده سبک (انگلیسی: Light fighter) نوعی هواپیمای جنگنده است که از لحاظ پیچیدگی، هزینه و بُرد و وزن عملیاتی پایین‌تر از اغلب جنگنده‌ها باشد.
از نمونه‌های شناخته‌شدهٔ جنگنده سبک می‌توان به اف-۸۶ سیبر، نورثروپ اف-۵، میگ-۱۵، میگ-۲۱، داسو میراژ ۳ ، ساب ۳۵ دراکن ، هسا صاعقه و هسا اذرخش و هسا کوثر اشاره کرد. جنگنده‌های سبک مدرن‌تر نظیر جنرال داینامیکس اف-۱۶ فایتینگ فالکن و قاهر ۳۱۳ و چنگدو جی-۱۰ از لحاظ عملکرد بسیار بهبود یافته و با سایر جنگنده‌ها رقابت می‌کنند.